# إليزابيث ستيرن
إليزابيث ستيرن (بالإنجليزية: Elizabeth Stern)‏ هي عالمة أمراض كندية، ولدت في 19 سبتمبر 1915 في محافظة كوبالت ‏ في كندا، وتوفيت في 18 أغسطس 1980 في لوس أنجلوس في الولايات المتحدة.

## وصلات خارجية
- إليزابيث ستيرن على موقع الموسوعة البريطانية (الإنجليزية)